# Classe Ægir
La classe Ægir est un type de patrouilleur utilisé par la Garde-côtes d'Islande. Actuellement, deux navires de cette classe sont en service: Ægir (navire) et Týr (navire). Les navires ont été construits au Danemark et ont été commissionnés entre 1967 et 1975. Leur mission est d'accomplir des opérations de police  au large de la zone économique exclusive (ZEE) islandaise.